# Juan Simón (giocatore di calcio a 5)
Juan José Simón Callejo (16 dicembre 1964) è un ex giocatore di calcio a 5 spagnolo.

## Carriera
Come massimo riconoscimento in carriera vanta la partecipazione, con la Nazionale di calcio a 5 della Spagna, al FIFA Futsal World Championship 1989 dove le furie rosse sono state eliminate al primo turno nel girone comprendente Brasile, Ungheria e Arabia Saudita.